# Lírio-amarelo-dos-pântanos
O lírio-amarelo-dos-pântanos (Iris pseudacorus) é uma planta com flor da família das iridáceas. É nativa da Europa, Médio Oriente e norte de África. Está presente no norte e no litoral do Portugal Continental.

## Descrição
O lírio-amarelo-dos-pântanos é uma planta com até 150cm e folhas de 90cm de comprimento, que floresce de março a julho. É associada com a flor-de-lis.